# Campeonato Sergipano de Futebol de 1945
O Campeonato Sergipano de Futebol de 1945 foi a 22º edição da divisão principal do campeonato estadual de Sergipe. O campeão foi o Ipiranga de Maruim que conquistou seu segundo título na história da competição.

## Premiação
| Campeonato Sergipano de 1945 |
| Maruim                       |
| ---------------------------- |
| Ipiranga Campeão (2º título) |